# Edwin Hewitt (rugby à XV)
Pour les articles homonymes, voir Edwin Hewitt (homonymie).
Pas d'image ? Cliquez ici

a Compétitions nationales et continentales officielles uniquement.

Dernière mise à jour le 9 mai 2020.
Edwin Hewitt, né le 28 mars 1988, est un joueur sud-africain de rugby à XV évoluant au poste de deuxième ligne.

## Biographie
Le 2 décembre 2017, le BO annonce qu'il prolonge son contrat jusqu'en 2021. Il est nommé co-capitaine de l'équipe pour la saison 2019-2020 avec Yohann Artru.
Victime d'une grave blessure au genou en septembre 2019, il est contraint de mettre un terme à sa carrière professionnelle en mai 2020.